# 塞尔沃
塞尔沃，是西班牙加利西亚自治区卢戈省的一个市镇。 总面积78平方公里，总人口4936人（2001年），人口密度63人/平方公里。